# کاروانسرای هروز
کاروانسرای هروز مربوط به دوره صفوی - ۴۰۰ سال قبل است و در شهرستان راور، بخش کوهساران، دهستان هروز، بافت قدیم روستا واقع شده و این اثر در تاریخ ۷ اسفند ۱۳۸۶ با شمارهٔ ثبت ۲۱۴۸۷ به‌عنوان یکی از آثار ملی ایران به ثبت رسیده است.